# 뉴클리어 블래스트
뉴클리어 블래스트(Nuclear Blast)는 독일, 미국, 브라질에 자회사를 둔 독립 레코드 레이블이자 통신 판매사이다. 레코드 레이블은 1987년 독일에서 마르쿠스 슈타이거(Markus Staiger)에 의해 창립되었다. 초기엔 하드코어 펑크 음반들을 발매했지만 이후 트리뷰트 음반뿐만 아니라 멜로딕 데스 메탈, 그라인드코어, 인더스트리얼 메탈, 파워 메탈, 블랙 메탈 밴드들의 음반을 발매하게 되었다. 또한 뉴클리어 블래스트는 아메리칸 씬(미스 메이 아이(Miss May I), 이뮤어(Emmure), 아틸라(Attila) 등등)에 초점을 맞춘 포스트 하드코어/메탈코어 레이블인 샤프톤 레코드(SharpTone Records)와 노벨리스츠(Novelists), 이미넨스(Imminence), 콜드 스냅(Cold Snap), 와일 쉬 슬립스(While She Sleeps)와 같은 유럽 밴드에 초점을 맞춘 어라이징 엠파이어 레코드(Arising Empire Records)의 음반을 배포하고 홍보하기도 한다. 

## 음악
최근에 계약한 밴드들로는 에피카, 디 어딕츠(The Addicts), 웬즈데이 13(Wednesday 13), 슬레이어, 오페스, 데카피테이티트(Decapitated), 댄지그, 크레이들 오브 필스, 에드가이, 나이트위시, 심포니 X, 서포케이션(Suffocation), 머신헤드(Machine Head), 피어 팩토리, 사바톤 등이 있다.

## 역사
뉴클리어 블래스트는 창립자인 마르쿠스 슈타이거가 4주 동안 미국을 여행하다가 그가 가장 좋아하던 밴드 BL'AST!의 공연을 관람한 뒤에 1987년에 설립되었다. 레이블의 첫 발매 음반은 애티튜드(Attitude), 세이크리드 디나이얼(Sacred Denial), 임펄스 맨슬러터(Impulse Manslaughter) 등의 미국 하드코어 밴드들의 곡을 수록한 컴필레이션 음반 Senseless Death (NB 001)이다.
스웨덴 출신 밴드 메슈가는 2002년 음반 Nothing을 발매하여 뉴클리어 블래스트 레코드의 밴드 최초로 빌보드 200에 165위로 이름을 올리게 된다. 메슈가는 또한 뉴클리어 블래스드 레코드의 밴드 최초로 롤링 스톤에서 리뷰되는 밴드가 되었다.
2004년, 핀란드 출신의 심포닉 메탈 밴드 나이트위시가 뉴클리어 블래스트를 통해 음반 Once를 발매하여 핀란드, 독일, 노르웨이, 그리스, 스웨덴, 오스트리아 등의 국가의 음원 차트에서 최상위권에 등극했다. 이 음반은 회사 역사상 최초로 독일 차트에서 1위를 한 음반이 되었다. 슬레이어는 2015년에 음반 Repentless를 발매하여 뉴클리어 블래스트 역사 상 미국 차트에서 가장 높은 순위인, 빌보드 200에서 4위에 등극하였다.
인피니티 엔터테인먼트 IKE(Infinity Entertainment IKE)가 그리스에 독점적인 배급을 담당하고 있다.

## 같이 보기
- 뉴클리어 블래스트 레코드의 아티스트